# Hofheim am Taunus
Hofheim am Taunus är en stad i Main-Taunus-Kreis i det tyska förbundslandet Hessen. Hofheim am Taunus, som för första gången nämns i ett dokument från år 1263, har cirka 40 000 invånare.

## Administrativ indelning
Hofheim am Taunus består av sju Stadtteile.
- Hofheim
- Diedenbergen
- Langenhain
- Lorsbach
- Marxheim
- Wallau
- Wildsachsen